# Mejramsläktet
Mejramsläktet (Origanum) är ett släkte i familjen kransblommiga växter med 38 arter. De förekommer i huvudsak i Medelhavsområdet. Några arter odlas som trädgårdsväxter, en ett par arter som kryddväxter.

### Webbkällor
- Svensk Kulturväxtdatabas (SKUD). Läst 24 juli 2009.